# Trine Schmidt
Trine Schmidt Hansen (født 3. juni 1988) er en dansk forhenværende landevejs- og banecykelrytter. Hun fik sit store gennembrud med en sølvmedalje ved VM i banecykling 2008 i Manchester i pointløb.
Sammen med Mie Bekker Lacota (de) og Maria Bornak var hun et af de store talenter inden for dansk kvindecykling. Trine Schmidt begyndte at køre landevejsløb inspireret af sin storebror, men da Siemens Arena i Ballerup blev opført i 2001, begyndte hun at køre banecykling i stedet. Hun gik på Team Danmark-ordning i gymnasium for at have tid til sin sport. 
Hun deltog i pointløbet ved sommer-OL 2008 i Beijing, men uden succes, idet hun sluttede på attendepladsen uden point. Hun holdt en lang pause fra konkurrencer og var ikke en del af det danske cykellandshold fra 2009 til 2016. 
I 2016 blev hun udtaget igen, efter at hun vandt hun sølv ved DM i enkeltstart.
Ved EM i banecykling i Berlin 2017 vandt hun to guldmedaljer i disciplinerne scratch og pointløb.
Hun har gennemført journalistuddannelsen juni 2024 og arbejder som cykelekspert og kommentator for TV 2 Danmark på Tour de France 2024, efter at Rolf Sørensen måtte melde fra.